# Оконек
Оконек (пол. Okonek, нем. Ratzebuhr in Pommern)  —  город  в Польше, входит в Великопольское воеводство,  Злотувский повят.  Имеет статус городско-сельской гмины. Занимает площадь 6,01 км². Население — 3833 человек (на 2004 год).